# Лашков, Гавриил Михайлович
Гаврии́л Миха́йлович Лашко́в (1915—1944) — старший сержант Рабоче-крестьянской Красной Армии, участник Великой Отечественной войны, Герой Советского Союза (1945).

## Биография
Гавриил Лашков родился в 1915 году в деревне Савино (ныне — Бологовский район Тверской области). После окончания сельской школы работал на железнодорожной станции «Бологое». В 1937—1939 годах проходил службу в Рабоче-крестьянской Красной Армии. В октябре 1941 года Лашков повторно был призван в армию. С декабря 1943 года — на фронтах Великой Отечественной войны.
К октябрю 1944 года старший сержант Гавриил Лашков командовал пулемётным расчётом 493-го отдельного пулемётно-артиллерийского батальона 159-го укрепрайона 40-й армии 2-го Украинского фронта. Отличился во время освобождения Румынии. 17 октября 1944 года Лашков с группой бойцов вышел во вражеский тыл и перерезал дорогу Кетелин — Бая-Маре, по которой немецкие войска пытались отступить. Действия группы Лашкова способствовали успешному освобождению посёлка Кетелин. 2 декабря 1944 года Лашков погиб в бою на территории Венгрии. Похоронен на южной окраине города Шаторальяуйхей.
Указом Президиума Верховного Совета СССР от 24 марта 1945 года за «образцовое выполнение боевых заданий командования на фронте борьбы с немецкими захватчиками и проявленные при этом мужество и героизм» старший сержант Гавриил Лашков посмертно был удостоен высокого звания Героя Советского Союза. Также посмертно был награждён орденом Ленина.